# カントゥス・ソナーレ
『カントゥス・ソナーレ』（"Cantos Sonare" for wind ensemble）は、鈴木英史が作曲した吹奏楽曲。演奏時間は8分程度。

## 概要
創価学会音楽隊結成50周年もかねて、創価グロリア吹奏楽団からの委嘱により作曲された。
題名にある「カントゥス」は歌、「ソナーレ」は響きの意味。作曲者の鈴木英史は、"ひびきがうたとなり、うたがひびきとなる"という意味合いを込めている、としている。
この作品は、作曲者が自身の他の2作品「ライフ・ヴァリエーションズ 〜生命と愛の歌〜」、「鳳凰〜仁愛鳥譜」と合わせ「愛の三部作」と命名している。作曲者は、その理由は多数あるが、以下2点を例として挙げている。
- 同時期に一般吹奏楽団からの委嘱作品として、時間制限を考えず作成したほぼ初めての吹奏楽曲であったこと。
- 音組織上の共通点を持たせたこと（例えば最後の和音がどれもDesを基音にしたコード）。

## 改訂
本作品は、初演の後、2004年の全日本吹奏楽コンクールでの演奏のために改訂が施されている。そのため、改訂版が作成された後の楽譜には、初演版（Original version）と改訂版（Revised version）の両方が掲載されている。
作曲者は、どちらを演奏するかは演奏者の判断に任せているが、2つを混在させることは許可していない。作曲者は改訂版での演奏を望んでおり、楽譜も改訂版のほうが先に掲載されている。

## 編成
| 木管 | 木管                  | 金管 | 金管     | 弦・打 | 弦・打 |
| ---- | --------------------- | ---- | -------- | ------ | --- |
| Fl.  | 2, Picc.              | Tp.  | 4, Flh.2 | Cb.    | 2 |
| Ob.  | 2                     | Hr.  | 4        | Timp.  | 1 |
| Fg.  | 2                     | Tbn. | 3, Bass  | 他     | スネアドラム,テナードラム,バスドラム,クラッシュシンバル,サスペンデットシンバル2,ハイハットシンバル(※),ボンゴ(※),3 トムトム,タムタム,トライアングル,ウィンドチャイム,グロッケンシュピール,ヴィブラフォン,マリンバ,チューブラーベル,ハープ,ピアノ,シンセサイザー |
| Cl.  | 6, E♭, Bass 2, C-Bass | Eup. | 2        | 他     | スネアドラム,テナードラム,バスドラム,クラッシュシンバル,サスペンデットシンバル2,ハイハットシンバル(※),ボンゴ(※),3 トムトム,タムタム,トライアングル,ウィンドチャイム,グロッケンシュピール,ヴィブラフォン,マリンバ,チューブラーベル,ハープ,ピアノ,シンセサイザー |
| Sax. | Alt. 3 Ten. 2 Bar. 2  | Tub. | 3        | 他     | スネアドラム,テナードラム,バスドラム,クラッシュシンバル,サスペンデットシンバル2,ハイハットシンバル(※),ボンゴ(※),3 トムトム,タムタム,トライアングル,ウィンドチャイム,グロッケンシュピール,ヴィブラフォン,マリンバ,チューブラーベル,ハープ,ピアノ,シンセサイザー |

※ 改訂版（Resived version）のみ

## 初演
- 2004年2月22日、東京芸術劇場大ホールにおいて、佐川聖二指揮による創価グロリア吹奏楽団の演奏（初演版）
- 2004年8月1日、西新井文化ホールにおいて、佐川聖二指揮による創価グロリア吹奏楽団の演奏（改訂版※）
- 2005年1月10日、所沢市民文化センター ミューズにおいて、瀬尾宗利（オランダ語版）指揮による、ソール・リジェール吹奏楽団の演奏（改訂版）

2004年8月1日の改訂版演奏は、課題曲の音の出だしから自由曲が終わるまで12分というコンクールの時間制限によりカットされている。そのため改訂版全てでの初演は2005年1月10日となる。

## 音源
- 鈴木英史／吹奏楽の世界 VOL.1
- 「TITAN」／佐川聖二指揮・創価グロリア吹奏楽団
- 全日本吹奏楽コンクール2004 Vol.13 一般編II
- 全日本吹奏楽コンクール2008 Vol.14 一般編II